# Île Le Veneur
Île Le Veneur är en ö i Kanada.   Den ligger i provinsen Québec, i den östra delen av landet, 700 km norr om huvudstaden Ottawa.
Omgivningarna runt Île Le Veneur är i huvudsak ett öppet busklandskap. Trakten runt Île Le Veneur är nära nog obefolkad, med mindre än två invånare per kvadratkilometer.